# Ненад Жилић
Ненад Жилић (Пожега, 6. фебруар 1957 – Париз, 1. децембар 2009) био је српски сликар који је живео и стварао у Француској.

## Биографија
Дипломирао је 1985. на Факултету ликовних уметности у Београду. Од 1987-1988 живи у Бечу, где је магистрирао као стипендиста Хердерове фондације. Од 1989-1990 живи у Диселдорфу. Неко време живи и ствара у Лондону, да би се 1994. преселио у Париз, где је остао до краја живота.
Његово снажно, сугестивно и апстрактно сликарство, кроз приказе људских тела, анализира сукоб духовног и материјалног и указује на пролазност.
Жилић је заслужан што је 2001. године, први пут на Балкану, у Градској галерији у Ужицу гостовала изложба Париски јесењи салон, коју је отворио Зоран Ђинђић. Наредне године на том салону у Паризу, омогућио је и да се представе уметници из Србије.

## Награде
- Награда из Фонда „Недељко Гвозденовић“
- 32. Међународна награда за савремену уметност (XXXII Prix International d’Art Contemporain, Монте Карло, Монако)
- Награда Фондације Шарла Олмона (Prix de la Fondation Charles Oulmont, Париз 2002)

## Изложбе

### Самосталне
- Ретроспектива, Марс Галерија, Москва (16. јуни 2004 – 30. јули 2000)
- Новији сликарски опус, Salle capitulaire, Берне (17. април 2000 – 30. април 2000)
- Galerie Dépôt Matignon, Париз (18. новембар 1999 – 28. новембар 1999)

### Колективне
- Salon d’Automne, Парк флорал, Венсенска шума, Париз (26. октобар 2005 – 31. октобар 2005)
- Les imaginaires - Galerie d’Art Contemporain, Шамалијер (9. децембар 2004 – 29. јануар 2005)